# Давидюк Олександр Олександрович
Олекса́ндр Олекса́ндрович Давидю́к (1984—2014) — солдат Збройних сил України, учасник російсько-української війни.

## Біографія
Народився Олександр Давидюк 21 грудня 1984 року в селі Заріччя Володимир-Волинського району. Виріс Олександр у багатодітній родині, у якій, крім нього, було ще шестеро братів та сестер. Призваний до збройних сил за мобілізацією, служив у 51-ї механізованій бригаді. Разом із іншими бійцями бригади брав участь у відсічі збройній агресії Росії. У ніч з 12 на 13 серпня під час спільної бойової операції з батальйоном «Айдар» боєць загинув під час обстрілу з мінометів позицій українських збройних сил у Краснодонському районі Луганської області. У цьому бою загинуло 19 бійців «Айдару» та 51-ї бригади.
Удома у загиблого бійця залишились мати та шестеро братів і сестер.
Похований Олександр Давидюк на кладовищі у рідному селі Заріччя.

## Нагороди та вшанування
- 28 червня 2015 року — за особисту мужність і героїзм, виявлені у захисті державного суверенітету та територіальної цілісності України, вірність військовій присязі під час російсько-української війни, відзначений — нагороджений орденом «За мужність» III ступеня (посмертно).
- Його портрет розміщений на меморіалі «Стіна пам'яті полеглих за Україну» у Києві: секція 2, ряд 6, місце 30.
- Вшановується 13 серпня на щоденному ранковому церемоніалі вшанування українських захисників, які загинули цього дня у різні роки внаслідок російської збройної агресії[3].
- нагороджений відзнакою 51-ї ОМБр «За мужність та відвагу» (посмертно)
- 20 листопада 2020 року на фасаді Володимир-Волинської ЗОШ № 1 відкрито меморіальну дошку його честі